# Маківка (архітектура)

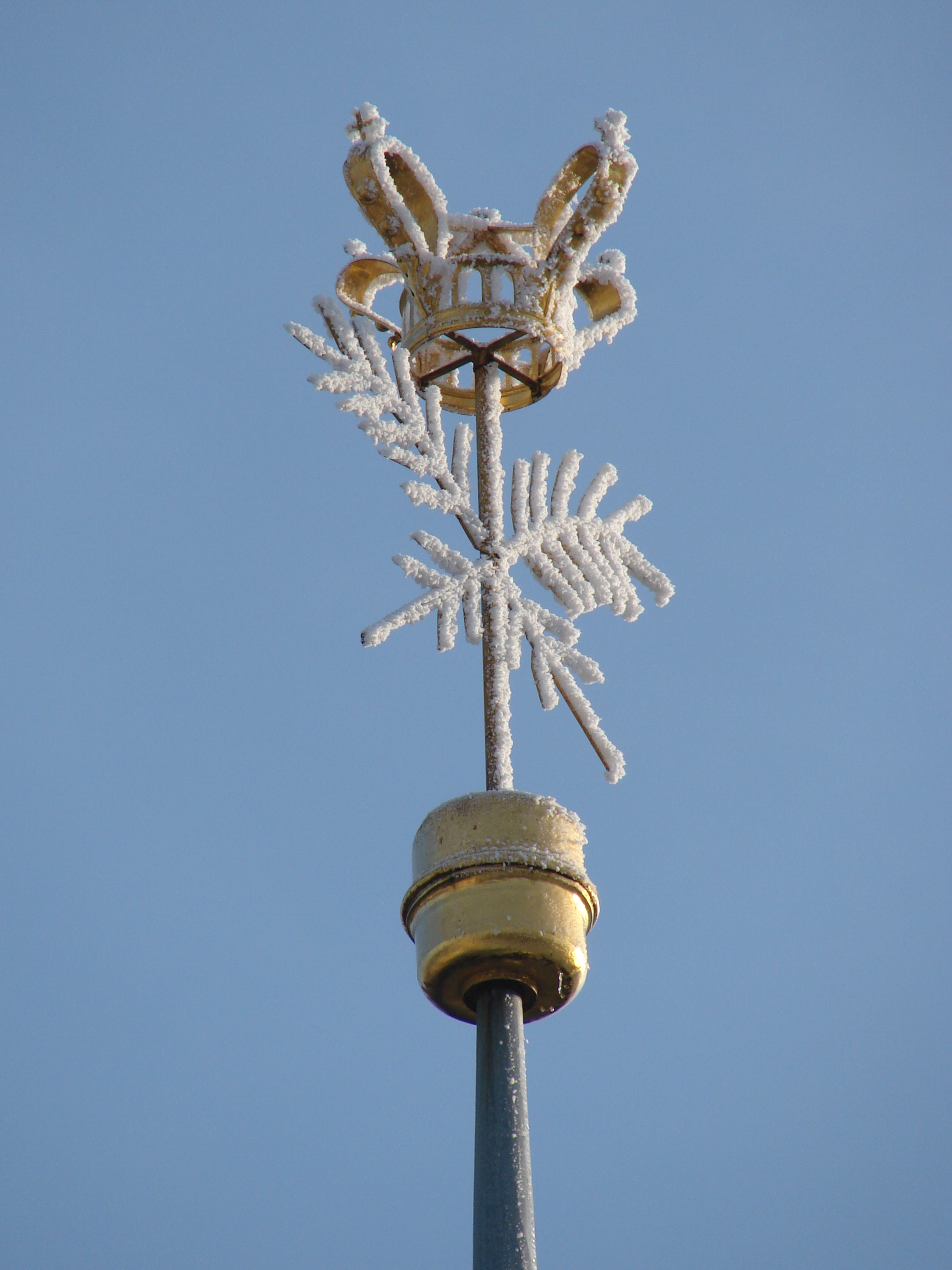
Маківка костелу Святого Йосипа в Ізяславі

Ма́ківка — декоративне завершення бані (подібне до перевернутої голівки маку), увінчане хрестом, шпилем тощо.
Маківкою в розмовному мовленні можуть називати й саму баню.

## Джерело
- Словник термінів [у:] Ричков П. А., Луц В. Д. Архітектурно-мистецька спадщина князів Острозьких. Київ 2002. ISBN 966-575-035-6